# Olympiodore l'Ancien
Pour les articles homonymes, voir Olympiodore.

Olympiodore l'Ancien ou Olympiodore d'Alexandrie l'Ancien, dit aussi Olympiodore le Péripatéticien, est un philosophe péripatéticien qui enseignait vers 430 à Alexandrie, peu avant la chute de l'Empire romain. Il est surtout connu pour avoir été le maître de Proclus en philosophie, qui joua un rôle dans l'école néoplatonicienne, et pour avoir offert à ce dernier sa fille en mariage (offre que Proclus refusa). 